# Basalto de inundación

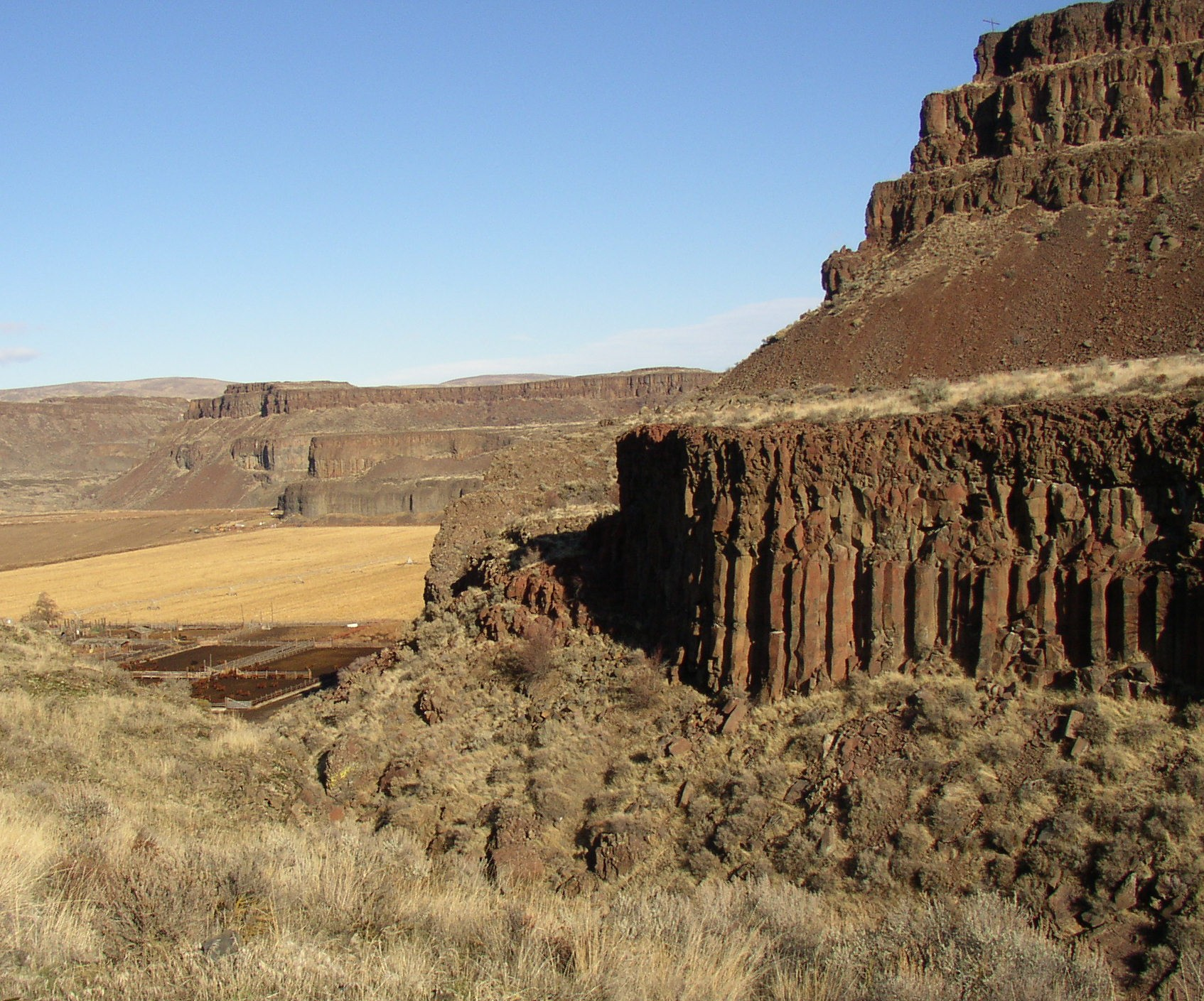
Múltiples flujos de basalto de inundación del Grupo Columbia River Basalt. La fotografía muestra el carácter escalonado de estas formaciones, llamadas trampas. El basalto superior es el miembro de Roza, mientras que el cañón inferior expone el basalto del miembro de Frenchmen Springs.

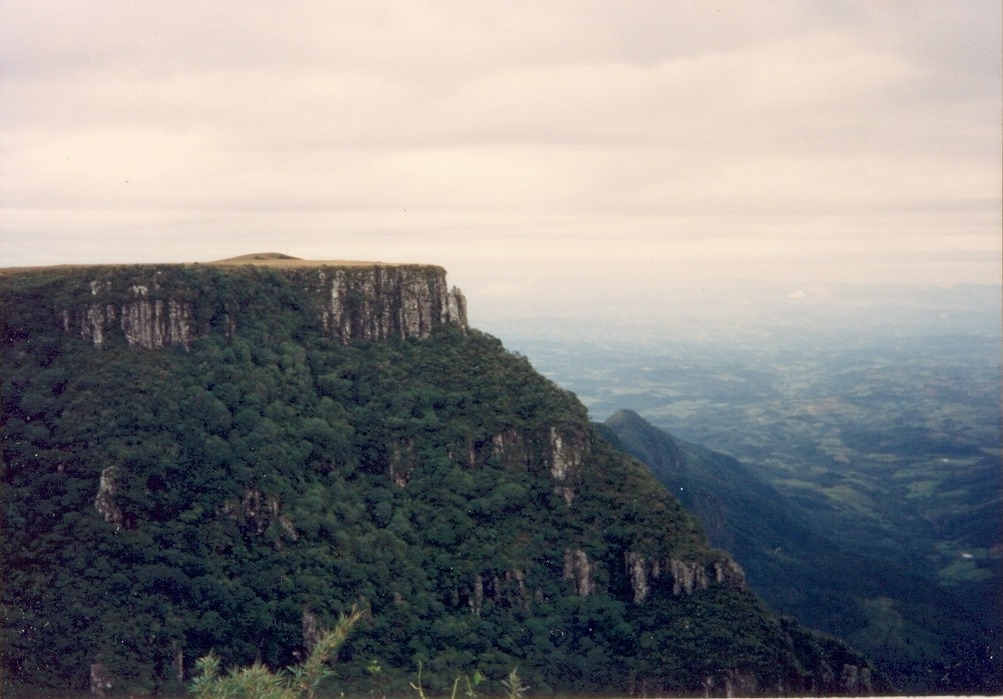
Un acantilado en la Provincia Magmática de Paraná, Brasil. Parte de un enorme flujo de lava hace 128 a 138 millones de años. Parte de este evento se puede ver en las trampas Etendeka en Namibia y Angola. Estas áreas se tocaban en Pangea

Inundación de basalto es el término dado a masivas extensiones en tierra o en el fondo del océano de lava basáltica que han sido el resultado de una erupción volcánica gigante o una serie de erupciones de muy larga duración. Muchos basaltos de inundación se han atribuido a la aparición de un punto caliente que llega a la superficie de la tierra a través de una pluma del manto terrestre. Estas extensiones de basaltos por inundación volcánica, como las Traps del Decán en la India, a menudo son llamadas trampas, por su similitud con la palabra sueca trappa (que significa "escaleras"), debido a la geomorfología en forma de escalones característica de muchos paisajes por la erosión de las capas de basaltos superpuestas formadas en estos eventos volcánicos. Un equipo de investigación en 1988 citó once episodios distintos de inundación de basalto que han ocurrido en los últimos 250 millones de años, creando grandes provincias volcánicas, mesetas de lava y cadenas montañosas. Sin embargo, se han reconocido un mayor número, como la gran meseta de Ontong Java y el Grupo Chilcotin, aunque este último puede estar vinculado al Grupo de basalto del río Columbia. Las grandes provincias ígneas se han relacionado con cinco eventos de extinción masiva y pueden estar asociadas con impactos de bólidos.
Los basaltos de inundación han cubierto áreas tan grandes como un continente en en varios momentos a lo largo de la historia de la Tierra, creando grandes mesetas y cordilleras. Son una clara evidencia de que la Tierra tiene períodos de mayor actividad en lugar de estar en un estado estacionario uniforme.
Una explicación para los basaltos de inundación es que son causados por la combinación de rifting continental y su fusión por descompresión asociada, junto a una pluma de manto, también con su fusión por descompresión asociada, produciéndose entonces grandes cantidades de magma basáltico. Estas lavas tienen una baja viscosidad, por lo que se desparraman, 'inundando' grandes extensiones en lugar de formar estructuras volcánicas en altura.
Los basaltos de inundación comienzan entre 100 y 400 km de profundidad, en la astenosfera. Para conseguir una fusión parcial tan grande como el de las trampas, expulsando grandes cantidades de lava, es necesario tener un gran aporte de calor. Esta fusión puede ocurrir cerca de un punto caliente, resultando en una mezcla de magma de las profundidades del punto caliente con magma superficial producido por una pluma de manto.

## Meseta de lava
Una meseta de lava es una superficie plana y ancha (meseta) que se forma cuando la lava sale del suelo y se extiende muy rápidamente. Las capas de lava pueden acumularse con el tiempo para formar una meseta de lava. Aquí están las propiedades generales de las mesetas de lava:
- Son áreas muy grandes de lava basáltica con una estructura en capas.
- La lava hace la meseta más grande, y más alta, con cada erupción.
- Tienden a ser planas.
- Las erupciones de las dorsales oceánicas hacen que se formen grandes llanuras en el fondo del mar.
- La lava de estas mesetas es delgada y líquida.
- Estas mesetas pueden tardar millones de años en formarse.
- Con el tiempo, una serie de erupciones de fisuras en la misma zona pueden formar una meseta alta.

## Ejemplos
Las trampas de Emeishan en el suroeste de China, alrededor de la provincia de Sichuan, las trampas de Deccan en el centro de la India, las trampas de Siberia y la meseta del río Columbia en el oeste de Norteamérica son cuatro grandes regiones cubiertas por basaltos de inundaciones prehistóricas. Las dos mayores inundaciones de basalto en tiempos históricos han sido en Eldgjá y Lakagigar, ambas en Islandia. El terreno continental de basalto aluvial más grande y mejor conservado de la Tierra forma parte de la gran provincia ígnea de Mackenzie en Canadá. Los maria de la Luna están formados por basaltos de inundación, aún más extensos que los terrestres. Las inundaciones de basaltos en el fondo del océano producen mesetas oceánicas.
La superficie cubierta por una erupción puede variar desde unos 200 000 km² (Karoo) hasta 1 500 000 km² (trampas siberianas). El espesor puede variar desde los 2000 metros (trampas del Deccan) hasta los 12 000 m (Lago Superior). Estos son más pequeños que los volúmenes originales debido a la erosión.
Otro ejemplo de una meseta de lava es la Calzada del Gigante, en el condado de Antrim, Irlanda del Norte. Esto fue originalmente parte de una gran meseta volcánica llamada Meseta Thuleana.